# Enciclopedia Soviética Georgiana

Cubierta del libro, volumen Enciclopedia Soviética Georgiana.

La Enciclopedia Soviética Georgiana (en georgiano: ქართული საბჭოთა ენციკლოპედია, ქსე, transliterado: kartuli sabch'ota entsik'lop'edia, kse, KSE) fue la primera enciclopedia universal en idioma georgiano, impresa en Tbilisi desde 1965, con ediciones hasta 1987. Su editor en jefe fue Irakli Abashidze.
Una rama de la Gran Enciclopedia Soviética, incluyó 11 volúmenes alfabéticos y un duodécimo dedicado exclusivamente a la RSS de Georgia, impreso en georgiano y ruso. La enciclopedia consta de 11 volúmenes alfabéticos y un duodécimo dedicado exclusivamente a la República Socialista Soviética de Georgia, impreso en georgiano y en ruso.